# Postschiffe auf dem Bodensee
Schon im Mittelalter vertrauten die Menschen um den Bodensee schriftliche Nachrichten und wertvolle Güter den Marktschiffen an. Seit 1813 beförderten Postschiffe auf dem Bodensee offiziell  Seepost und später Schiffspost. Die beiden Post-Segelschiffe wurden bereits nach der ersten Kursfahrt eines Dampfschiffs 1824 durch die schnelleren und vom Wind unabhängigen Raddampfer ersetzt. Obwohl der Bodensee ein Binnengewässer ist, hatten hier die Postschiffe eine besondere Bedeutung, weil vor 100 Jahren noch fünf Staaten an den See grenzten, die sich alle an diesem Postdienst beteiligten. Die Kursschiffe, die regelmäßig Post beförderten, wurden Postschiffe genannt; spezielle Post-Dampfschiffe gab es auf dem Bodensee nicht.

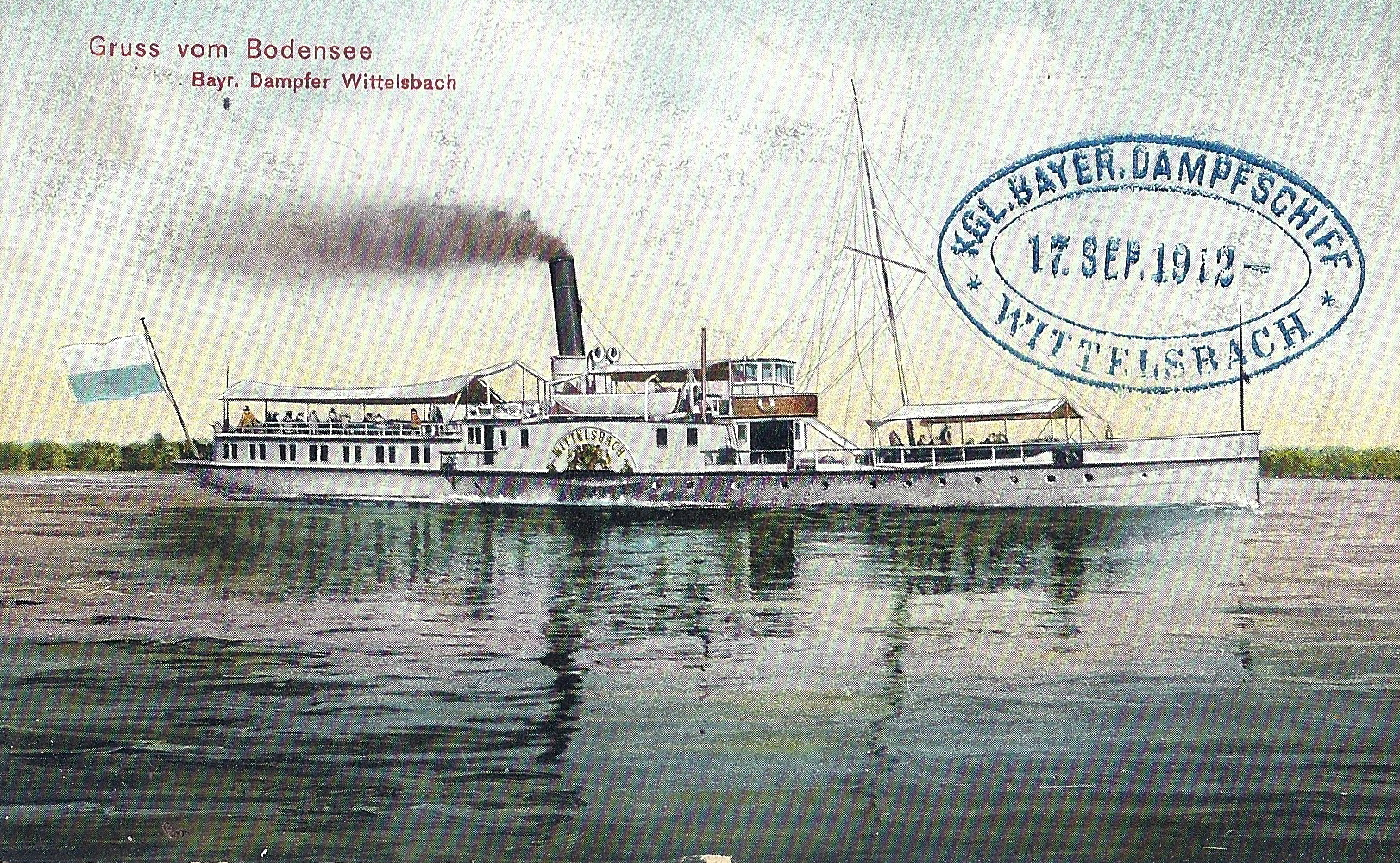
Eine Ansichtskarte der Wittelsbach mit dem Schiffsstempel des Postschiffs.

## Seepost
Nach dem Erfolg der ersten Linie Friedrichshafen–Rorschach 1842 kamen zwischen 1851 und 1856 weitere tägliche „Seepostfahrten“ nach Romanshorn, Konstanz, Lindau, Bregenz und Schaffhausen hinzu. Unter Seepost versteht man die Beförderung von postalisch abgefertigten Sendungen durch Postschiffe mit oder ohne Begleitung eines Postbediensteten, dem „Seepostkondukteur“. 1905 wurden allein von Bregenz täglich 14 Seepost-Kursfahrten durchgeführt. Die Bedeutung der Bodensee-Seepost ging nach dem Zweiten Weltkrieg stark zurück. Zu Beginn der 1970er Jahre wurden auf der letzten Verbindung, der Fährlinie Friedrichshafen–Romanshorn, aber noch „täglich etwa 3000 Pakete, 20 Briefpostsäcke und etwa 40 Postsäcke mit Sendungen aus der DDR“ in das südliche Ausland befördert. Die Paketauswechslungsstelle befand sich bis 1976 im Hafenbahnhof Friedrichshafen. Seit 1995 gibt es auf dem Bodensee keine Seepost mehr.

## Schiffspost
Ab 1882 wurde mit der Einrichtung von Schiffsbriefkästen die Bodensee-Schiffspost eingeführt: Das Schiff wurde zu einer Poststelle, und der Zahlmeister oder ein anderes vereidigtes Besatzungsmitglied war für die amtliche Behandlung der Postsachen verantwortlich. So war es möglich, noch kurz vor der Abfahrt oder als Passagier eine Postsendung aufzugeben, die während der Überfahrt frankiert und „von einem dazu Berechtigten“ entwertet wurde. Er verwendete dazu einen speziellen Bordstempel oder einen Landungsstempel. Letzterer bestätigte die Übergabe der Sendung und ihre sofortige Weiterbeförderung. War die Behandlung als Schiffspost nicht möglich, musste das nächste Landpostamt die Sendung abfertigen.
Sendungen per Schiffspost gab es auch bei den Motorbooten der Österreichisch-Deutschen Bodenseeflottille. Die Schiffsbriefkästen der Linienschiffe existierten mit Unterbrechungen in den Kriegsjahren bis zum 1. Mai 1961. Danach wurde nur noch zu besonderen Anlässen ein Schiffsstempel angeboten, zum Beispiel 1963 auf der letzten Fahrt der Stadt Überlingen.

## Philatelistische Bedeutung
Die Sendung, oft eine Ansichtskarte des Schiffs, die Art der Frankatur sowie der Schiffs- und Landungsstempel brachten manche Rarität für Sammler hervor, wie Sendungen, die mit Postwertzeichen aller fünf Länder am Bodensee frankiert waren. Diese Mischfrankatur wurde bald untersagt.

## Postablage
Damit kleinere Orte ohne „Dampferhafen“ die Möglichkeit hatten, Postsendungen aufzugeben oder zu empfangen, konnten sie eine „Postablage“ beantragen: Zur festgelegten Zeit ruderte ein von der Gemeinde bestallter Schiffsmann zum Postschiff, das in sicherer Entfernung vom Ufer kurz stoppte, um Post, manchmal auch Passagiere, zu übernehmen oder zu übergeben. Zur Vermeidung unnötiger Manöver kündigte jeweils eine Signalflagge den Haltebedarf an. Bei Sturm hielt das Schiff nicht.